# Liste der denkmalgeschützten Objekte in Malé Kyšice
Grundlage dieser Liste der denkmalgeschützten Objekte in Malé Kyšice ist die ÚSKP-Liste (Ústřední seznam kulturních památek České republiky, deutsch Zentrale Liste der Kulturdenkmäler der Tschechischen Republik), die von der tschechischen Denkmalschutzbehörde NPÚ (Národní památkový ústav, deutsch Nationale Denkmalbehörde) seit 1987 geführt wird und an die seit dem Jahr 1850 geschaffenen Listen anschließt.

## Denkmalgeschützte Objekte nach Ortsteilen
| Lage                                                                                         | Objekt              | Beschreibung | ÚSKP-Nr.                  | Bild           |
| -------------------------------------------------------------------------------------------- | ------------------- | --- | ------------------------- | -------------- |
| Malé Kyšice, Malé Kyšice 6, Siedlung Poteplí (Standort)                                      | Proškův mlýn        | Der Kern des Komplexes (Wohnhaus mit Wirtschaftsgebäuden) ist eine ehemalige mehrstöckige Mühle auf einem rechteckigen, leicht gebrochenen Grundriss, mit einem Mansardendach mit gerillten Ziegeln. Der Komplex wurde nach und nach in der zweiten Hälfte des 18. bis 19. Jahrhunderts erbaut. | 26890/2-4084 Info Katalog | weitere Bilder |
| Malé Kyšice, auf einem bewaldeten Plateau des Vysoký vrchs westlich der Ortschaft (Standort) | Burg am Vysoký vrch | Befestigte Siedlung, archäologische Spuren. Die Überreste einer befestigten Siedlung aus der Bronzezeit; Umgebungsmauern sind sichtbar. Das Gelände befindet sich auf einem Felsen namens Vysoký vrch im bewaldeten Teil von Malé Kyšice.                                                       | 28843/2-695 Info Katalog  | weitere Bilder |